# El apache argentino
«El apache argentino» es un tango compuesto por Manuel Aróztegui en 1913 y grabado ese año por primera vez por Juan Maglio. Posteriormente le agregaron sendas letras Arturo Mathon y Carlos Waiss, si bien en general se ejecuta en la versión puramente instrumental.

## El apache
Apache fue una denominación usada en las dos primeras décadas del siglo XX en París, como resultado de una construcción de los medios de comunicación, para los integrantes de ciertas bandas de delincuentes que, en la postguerra de la Primera Guerra Mundial, pasó a utilizarse como expresión antiestadounidense. 

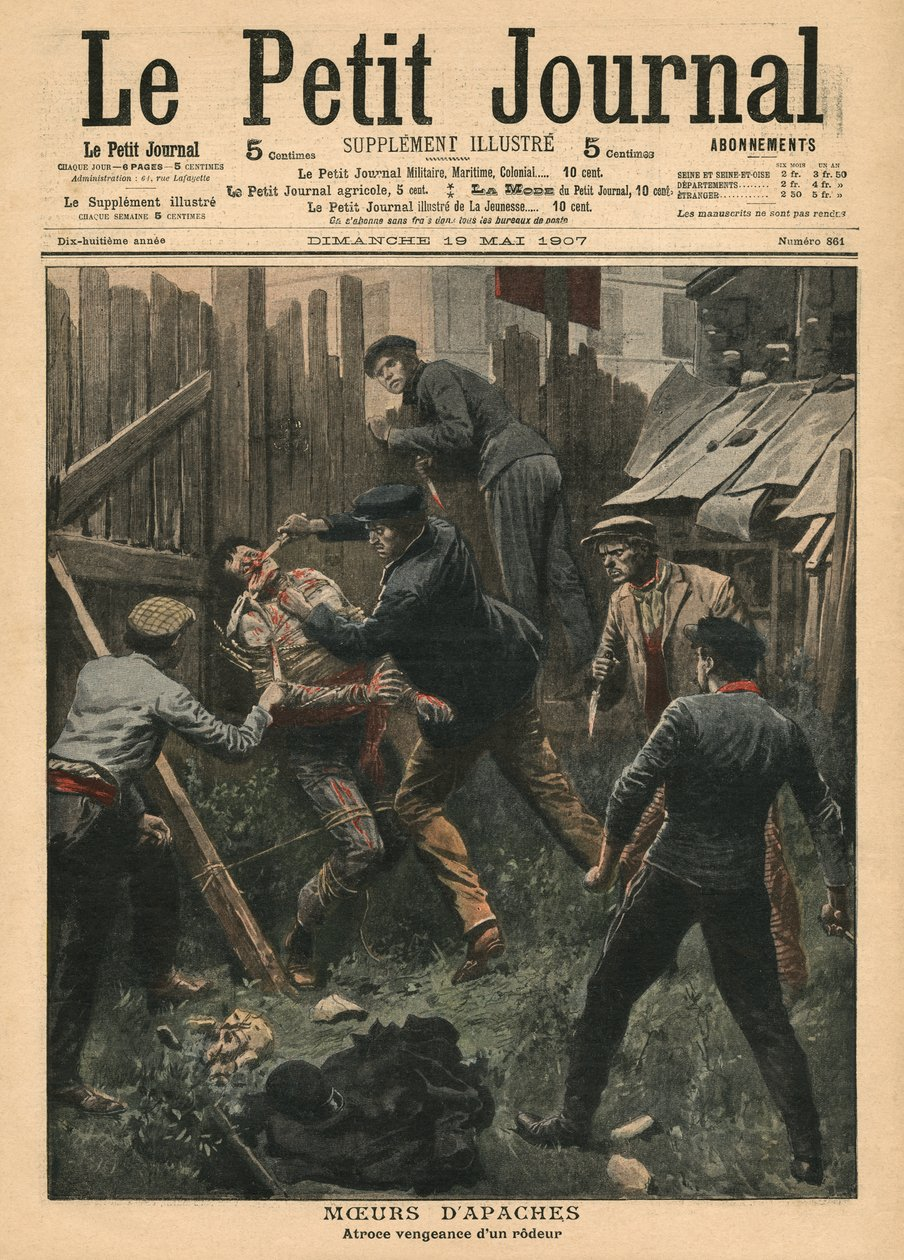
Apaches torturando a un policía, portada de Le Petit Journal.

En 1902, dos periodistas en París, Arthur Dupin de Le Petit Journal y Víctor Morris comenzaron a llamar apaches a los pequeños delincuentes y matones jóvenes de la Rue de Lappe y a los proxenetas del Belleville, que diferían de los otros integrantes del bajo fondo por su disposición a exhibirse públicamente y usar una vestimenta que les permitía distinguirse: zapatos o botines brillantes, especialmente ante los ojos de su banda o de su amada, chaqueta de alpaca negra semiabierta sobre su camisa arrugada o un suéter a rayas, pantalón ajustado en la cintura y los muslos, que se ensanchaba en las piernas y los tobillos, cinturón de franela roja y la gorra con visera encasquetada sobre un cuello afeitado y con el pelo liso y engrasado con rizos sobre las sienes. Para sustentarse practicaban, de acuerdo a su edad y experiencia, la estafa callejera del trile, el proxenetismo o el cuento del tío. Algunos también eran particularmente violentos y podían llegar a cometer homicidios. Las mujeres tenían presencia y un papel activo en los delitos atribuidos a los apaches y se decía de las mías que tenían actitudes liberalismo que contrastaban con la mentalidad de la época. Un ejemplo del papel de las mujeres en este universo mostrado en los medios fue el de Amelia Elias, inmortalizada por Simone Signoret en la película Casque d'or (1952) de Jacques Becker, una prostituta que fue el centro de la lucha entre dos rufianes, Leca y Manda, en 1902.  
Mientras que muchos atribuyen la autoría de la denominación a los editores de los principales periódicos de la época que relataban los hechos de estos matones junto a comentarios sobre la inseguridad ciudadana, la escasez de policías y la benevolencia de los tribunales (Le Matin y Le Petit Journal), otros ven en ella una apropiación del nombre hecha por los propios delincuentes, todavía impregnados de historias de los últimos y verdaderos apaches, como Geronimo, que aún en 1880 saqueaban, incendiaban y asesinaban para luego escapar de un país a otro para evitar la represión. Siempre en fuga, nunca encarcelado.
La puesta en marcha de procesos judiciales importantes suele producir una suerte de fascinación para un segmento de la población, pero probablemente también se debe mencionar el papel de la gran prensa en París que no duda en poner en primer plano las "hazañas" de estas bandas y mantener esta sensación de inseguridad, que alimenta el fenómeno.
El 17 de mayo de 1912, el periodista Juan José de Soiza Reilly publicó en la revista Fray Mocho un artículo ilustrado con fotografías tomadas en cafés céntricos titulado Buenos Aires tenebroso. Los apaches. en el cual se refería a la utilización del vocablo en Argentina para aludir a un cierto tipo de delincuente de origen o inspiración parisina.

## Llegada del vocablo al tango
En los primeros años del siglo XX, el vocablo se difundió en el argot policial en Argentina para aplicarlo a algunos delincuentes que, procedentes de Francia y principalmentalmente vinculados al proxenetismo, se asemejaban en su actividad y vestimenta a los apaches de aquel país, al mismo tiempo que la palabra también era usada por los letristas de tango de la época.
Otros tangos de la época que mencionaban en sus títulos a los referidos personajes son: 
- El apache de Mauricio Mignot.
- El apache porteño (1913) de Luis Bernstein, que grabó su hermano Arturo para discos Atlanta.
- El rey de los apaches, que su autor Alberto Bellomo, dedicó a los argentinos residentes en París.
- Apache uruguayo de Francisco Baldomir, ganador en 1914 del primer premio del Concurso de Tangos verificado por el Casino de Montevideo.
- El apache oriental de Enrique Delfino, de 1912.
- El apache rosarino de Federico Gallo.
- El apache argentino de Celestino Reynoso Basavilbaso

El mismo Aróztegui recreó la melodía de El apache argentino en un vals igual nombre y, años después en el Carnaval de 1930, se estrenó el tango Apache de Juan D'Arienzo.

## El autor de la música
Manuel Aróztegui ( Montevideo Uruguay, 4 de enero de 1888 – Buenos Aires, Argentina, 14 de noviembre de 1938 ), fue un pianista y compositor radicado desde corta edad en Buenos Aires, dedicado al género del tango. En 1913 estrenó su primer tango, El apache argentino y el mismo año escribió El Cachafaz, cuyo nombre proviene del apodo del bailarín Ovidio José Bianquet, que dedicó al actor Florencio Parravicini. 

## Los letristas
Arturo Mathon, de quien se supone sin certeza que era montevideano, sorprendió a Aróztegui escribiendo sin su autorización sendas letras para El apache argentino y para El Cachafaz; cantaba acompañado por una “orquesta típica criolla” y su repertorio abarcaba “tangos primitivos, criollos y azarzuelados”.
Carlos Waiss ( Buenos Aires, Argentina, 2 de octubre de 1909 – 27 de agosto de 1966 ) que usó el seudónimo de Sos Taita fue un poeta y letrista dedicado al género del tango influido por la obra de Dante A. Linyera, Celedonio Flores, Carlos de la Púa y, en especial, por la de Julián Centeya. Su obra más personal se encuentra en la poesía provocativamente lunfardesca de los tangos Bandera baja, Bien pulenta,  Cartón junao y Chichipíay la milonga El raje. Weiss adaptó la letra de El apache argentino que había hecho Arturo Mathon para que la cantara Hugo del Carril en el filme La cumparsita  dirigida por Antonio Momplet.

## Grabaciones
Algunas de las grabaciones de  El apache argentino  son las siguientes: 
- Orquesta Juan Maglio Pacho (1913)
- Arturo Mathon con orquesta (1913)
- Orquesta Juan D'Arienzo (1944)
- Orquesta Adolfo Pérez Pocholo (1948)
- Orquesta Francini-Pontier (1949)
- Cuarteto Roberto Firpo (1953)
- Quinteto Pirincho Dir: Francisco Canaro (1955)

- Orquesta Donato Racciatti

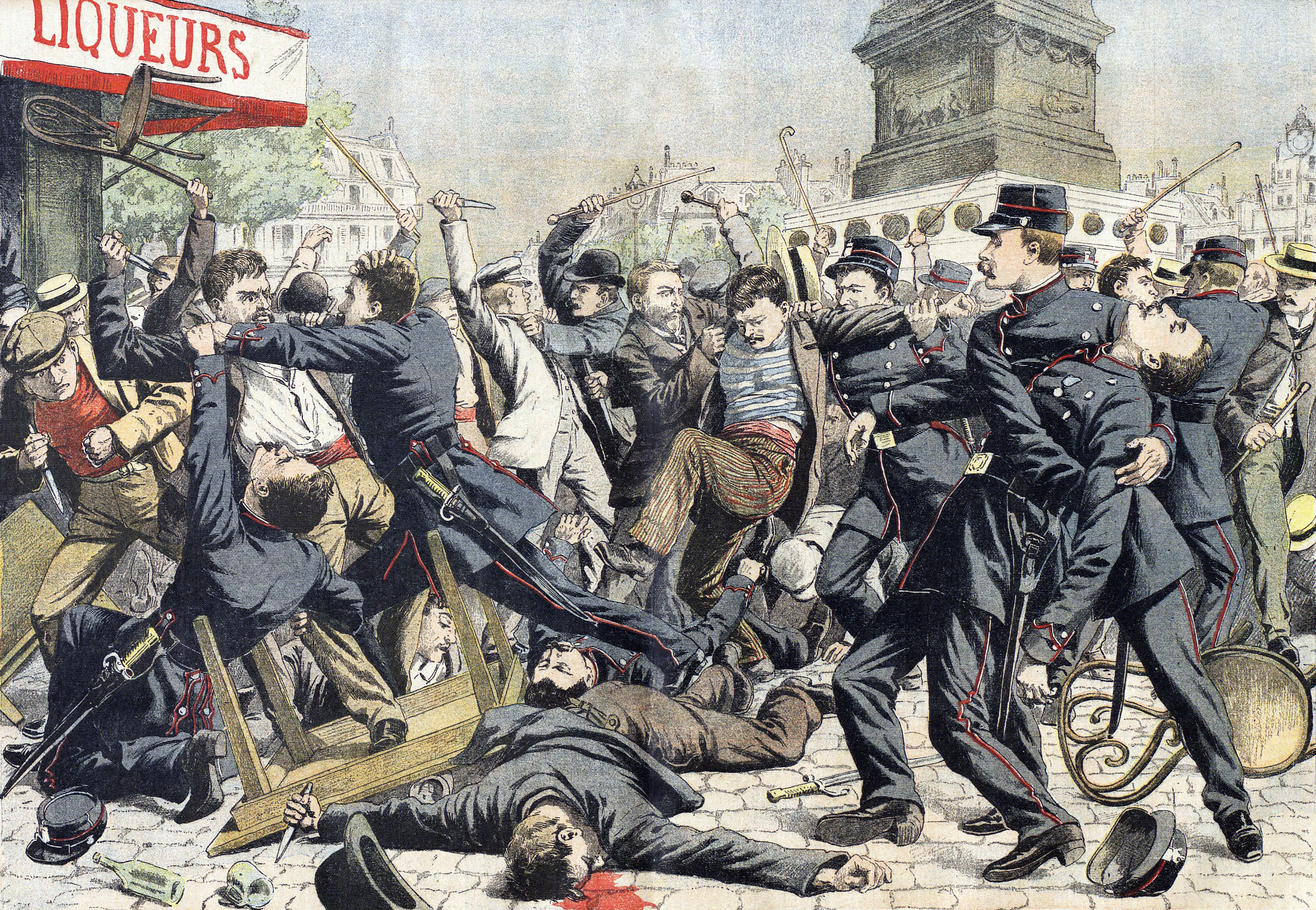
Apaches en lucha con policías. Paris, 1904.

- Orquesta Alfredo De Angelis (1969)
- Orquesta Florindo Sassone (1974)
- Conjunto Rafael Rossi - «De La Guardia Vieja» (1977)
- Cuarteto Oscar Bozzarelli (1982)
- Conjunto del Novecientos dirigido por Victor De Paz
- Los Muchachos de Antes
- Solo de guitarra de Conrado López Torres (1989)
- Solo de piano de Ariel Ramírez
- Guitarras de Juanjo Domínguez (1999)
- Quinteto Los Taitas
- Quinteto José Libertella
- Solo Guitarra de Fernando Javier González (2004)
- Orquesta Érica Di Salvo (2004)